# Giuliana Gadola
Giuliana Gadola Beltrami (Milano, 1º gennaio 1915 – Milano, 1º luglio 2005) è stata una partigiana, scrittrice e poetessa italiana.

## Biografia

### I primi anni
Nasce il 1º gennaio 1915 a Milano, figlia del costruttore edile Ambrogio Gadola, e nella città meneghina trascorre la sua giovinezza. Nel 1933 si diploma presso il liceo classico Manzoni. Fidanzatasi con il cronista Luigi Barzini junior (che anni dopo diventerà marito di sua sorella Paola), nel 1936 sposa Filippo Maria Beltrami, architetto e ufficiale d’artiglieria. Nel 1942, a seguito di un bombardamento cittadino, si trasferisce con il marito e i tre figli a Cireggio, nelle vicinanze del lago d'Orta.

### L'attività partigiana
A Filippo Beltrami viene affidata la guida di una formazione partigiana a Quarna (VB), ufficialmente riconosciuta dal CLN e Giuliana Gadola è coinvolta nella ricerca di finanziamenti e tiene i collegamenti con il Comitato. Il 18 dicembre del 1943 rimane ferita negli scontri di Buccione. Quando nel febbraio del 1944 Beltrami è accerchiato e ucciso dalle forze tedesche nella valle Strona, Giuliana Gadola si rifugia in Val d’Aosta con i figli, che assumono un cognome fittizio per poter frequentare la scuola di Cogne. In occasione di un rastrellamento dell’area, Sandro Pertini consegna un’ingente somma al comandante della Brigata Matteotti, il quale, a sua volta, per ragioni di sicurezza lascia in deposito il denaro a Giuliana Gadola. 
Il giorno della Liberazione, Giuliana Gadola sfila con la Divisione alpina dedicata al marito.

### Il dopoguerra
Nel 1953 aderisce al Movimento di Unità Popolare e prende parte alla battaglia contro la legge truffa, si iscrive all’ANPI e ne diviene componente della Presidenza onoraria. Continuativa e variegata la sua azione all’interno dell’ANPI, che si intensifica a partire dagli anni '70, dando avvio a un profondo lavoro divulgativo e formativo sul ruolo politico, culturale e umano della Resistenza nelle coscienze italiane. Interviene a consigli nazionali e assemblee associative, scrive articoli e recensioni per i periodici "Anpi oggi", "Patria indipendente" e "Resistenza unita" e organizza convegni su Donne e Resistenza, Scuola e Resistenza, Pace; è una delle promotrici e delle organizzatrici del convegno "L’altra metà della Resistenza" tenutosi a Milano nel novembre del 1977.
Interessata ad approfondire il tema della partecipazione femminile alla Resistenza, nel 1982, con altre partigiane di tutta Italia, fonda il Coordinamento femminile nazionale dell’ANPI che darà molta importanza al rapporto tra donne e Costituzione. Le tematiche dei convegni da lei organizzati si allargano quindi alla Costituzione italiana e in particolare agli articoli sulle donne. Sarà ancora lei a progettare il ciclo di incontri milanesi sulla Costituzione, di cui affida l’organizzazione al movimento giovanile di Unità Popolare che comprendeva Franco Morganti, Giovanni Gandini, Anna Maria Gregorietti, Sergio Spazzali.
Nel 1964 si iscrive al Partito socialista italiano e ne segue la corrente di sinistra legata all’ex partigiano Riccardo Lombardi. In quest'ambito s'impegna per la legalizzazione dell’aborto su cui, con il contributo del quarto figlio - nato dal secondo matrimonio con il partigiano Guido Veneziani - scrive lI problema dell’aborto e del controllo delle nascite in Italia, edito nel 1973. 
Muore a Milano il 1º luglio 2005.

## Carte personali
La fondazione ISEC conserva gli atti preparatori, le relazioni, la corrispondenza relativa a convegni e attività connesse. 
Il primo versamento risale al 1997 ed è opera della stessa interessata: consiste in tre faldoni con i fascicoli dei materiali biografici sulle singole partigiane e uno schedario alfabetico. Il secondo versamento, effettuato post mortem dal figlio Michele, raccoglie tutti i documenti legati all'attività politica e culturale della madre, già ordinati in dieci buste catalogate e organizzate secondo precisi criteri stabiliti dalla stessa Gadola. Appare dunque chiara la sua volontà di lasciare testimonianza scritta del suo impegno e delle ricerche sul ruolo delle donne nella Resistenza.
Nella sezione manoscritti sono presenti lettere e altri documenti (tra cui un testo autografo di Natalia Ginzburg), nonché tutta la produzione poetica dell’autrice dal 1939 al 1971. La corrispondenza comprende lettere e missive diverse di Sibilla Aleramo, Giovanni Arpino, Lodovico Barbiano di Belgiojoso, Attilio Bertolucci, Elena Bono, Italo Calvino, Bianca Ceva, Gianfranco Contini, Beniamino Dal Fabbro, Giansiro Ferrata, Enzo Giachino, Gina Lagorio, Francesco Leonetti, Carlo Linati, Sabatino Lopez, Sofia Mazzoleni, Eugenio Montale (con allegate correzioni autografe delle poesie di Gadola), Pietro Pancrazi, Cesare Pavese, Guglielmo Petroni, Ernesto Nathan Rogers.
Una parte dell'archivio di Giuliana Gadola è conservata presso l'Istituto storico della Resistenza Piero Fornara.

## Opere
- Gallo antico, 1942 (Milano, Edizioni Primi Pinani - raccolta di versi - esordio);
- Il Capitano, 1946 (Milano, Gentile - dedicato all'esperienza resistenziale del marito, Filippo Beltrami). Prendendo spunto dal libro e dalle testimonianze di Giuliana Gadola, Paolo Gobetti e Claudio Cormio hanno prodotto il documentario Non c'è tenente né capitano (1994)[6][7]: si tratta di un montaggio diacronico di interviste e dialoghi, in cui a narrare è soprattutto Giuliana Gadola che racconta tanto la sua vita con il marito, quanto la sua decisione di unirsi alla Resistenza. Ancora ispirato al volume è il film Giuliana e il capitano (2011)[8], realizzato nel 2011 da Vanni Vallino, in cui si pone l’accento sull'intreccio politico-amoroso.
- Letture di Educazione civica, 1958;
- Il problema dell’aborto e del controllo delle nascite in Italia, 1973 (in collaborazione con Sergio Veneziani, Padova, Marsilio - prefazione di Arialdo Banfi);
- Volontarie della libertà, 1982 (in collaborazione con M. Alloisio, Edizione Mazzota - prima storia generale delle donne nella Resistenza).
- Lungo amore, 1988 (Spinea, Edizioni del Leone - raccolta di versi).